# مولان (كليبر)
مولان هي قرية في مقاطعة كليبر، إيران. عدد سكان هذه القرية هو 1,054 في سنة 2006.